# Thần kinh ngực ngoài
Thần kinh ngực ngoài (tiếng Anh: lateral pectoral nerve) phát sinh từ bó ngoài của đám rối thần kinh cánh tay, chứa các sợi C5, C6, C7.
Thần kinh bắt chéo động mạch nách và tĩnh mạch, xuyên qua mạc đòn ngực, chi phối lớp sâu của cơ ngực lớn.

## Chức năng
Thần kinh cho sợi đến thần kinh ngực trước và hình thành một quai ở trước 1/3 đầu của động mạch nách.
Mặc dù thần kinh ngực ngoài chủ yếu có chức năng vận động theo như mô tả giải phẫu, nhưng nó cũng mang các sợi cảm giác. Thần kinh có nguyên ủy là bó ngoài hoặc tách trực tiếp từ ngành trước của thân trên và thân giữa hoặc từ ngành trước của thân dưới đám rối cánh tay (thần kinh ngực trong, xuất phát từ bó trong). Thần kinh phân chia thành bốn đến bảy nhánh xuyên qua mạc đòn ngực để chi phối toàn bộ hoặc phần trên của cơ ngực lớn. Thần kinh ngực trong và ngực ngoài tạo thành một quai nằm trên động mạch nách, được gọi là quai ngực.

## Ý nghĩa lâm sàng
Thần kinh ngực ngoài rất quan trọng trong phản ứng đau sau phẫu thuật nâng ngực và cắt bỏ vú, và đặc biệt là trong phẫu thuật cấy ghép vú  đưa vào bằng đường dưới ngực. Bác sĩ phẫu thuật có thể gây mê thần kinh ngực trong và ngực ngoài trong phẫu thuật bằng ba mũi tiêm - một để gây mê thần kinh ngực trong, hai để gây mê nhánh xuyên của thần kinh ngực trong và ba để gây mê thần kinh ngực ngoài.
Phong bế thần kinh ngực ngoài rất hữu ích trong các trường hợp như trật khớp vai và các thủ thuật chỉnh hình khác, liên quan đến vai. Co thắt cơ ngực lớn gây đau dữ dội (cấp tính hoặc mãn tính) có thể giảm thiểu nhờ gây tê dây thần kinh ngực. Giảm trương lực cơ ngực trong phẫu thuật bằng cách hạn chế kích thích thần kinh cơ (bằng tác nhân gây tê) hoặc làm gián đoạn dẫn truyền thần kinh (tiêm thuốc gây tê cục bộ), tạo điều kiện cho kết quả thẩm mỹ tốt hơn trong quá trình nâng ngực hoặc cấy ghép vú sau phẫu thuật cắt bỏ vú, bệnh nhân bớt đau đớn.

## Hình ảnh bổ sung

Đám rối thần kinh cánh tay
Sơ đồ đám rối cánh tay